# ハーパー
ハーパー (Harper) は、西アフリカリベリア共和国メリーランド郡の郡庁所在都市。リベリア南東部の大西洋に面したパルマス岬とホフマン川の間に位置する港町で、地元では、しばしばケープ・パルマス (Cape Palmas) と通称される。かつては2万人を超える人口があったが、2008年の推計人口は17,837人で、リベリアで第11位の都市とされている。

## 詳細
1833年アメリカのメリーランド州で結成されたメリーランド植民地協会が解放奴隷の黒人達をこのパルマス岬の地に送り、入植させ、アメリカ植民地協会のロバート・グッドルー・ハーパーの名に地なんでハーパーの町が建設された。この入植地は1854年にメリーランド共和国として独立を宣言するが、現地部族のクル族やグレボ族の攻撃を受けてリベリア共和国に助けを求め、1857年にはリベリアに併合された。こうした経緯から、メリーランド郡は、アメリコ・ライベリアンの伝統的な拠点のひとつである。また、メリーランド・アフリカ植民地(メリーランド共和国の前身)初の黒人総督だったジョン・ブラウン・ラスワーム(John Brown Russwurm)は、ハーパーに埋葬されている。
ハーパーの町には1953年設立のカトリック系のメリーランド・ファティマの聖母カレッジ、地元出身のタブマン元大統領の名を冠した1978年設立のウィリアム・V・S・タブマン工科大学（3年制）とウィリアム・V・S・タブマン図書・博物館、1958年設立のJ・J・ドーセン記念病院から、政府と教会経営の中学校や複数の教会があり、さらに重要な施設が幾つかある。
リベリア南東部で唯一の病院となっているJ・J・ドーセン記念病院には、1997年以来国境なき医師団の支援が続けられている。
2009年9月14日、ウィリアム・V・S・タブマン工科大学は政府から総合大学 (University) としての承認を得て、ウィリアム・V・S・タブマン大学 (William V. S. Tubman University) となった。
リベリア内戦以前、1960年にハーパーに作られた港湾施設には内陸24kmにある当時ファイアストンが経営していたカヴァラ・プランテーションから、主にメリーランド伐木搬出会社によって切られたゴムが持ち込まれ、輸出していた。製糖所も1978年に開設されていた。しかし、リベリア内戦によって、多くの建造物や生産施設が破壊されてしまった。

## 内戦後の状況
リベリア内戦以前には行政上の中心都市として機能していたが、内戦後は水道や電気の供給もおぼつかなく、ホテルも存在していない。少数の低級なゲストハウスと食堂は機能している。
アメリカ合衆国の支援により、2009年11月には、ハーパー市役所やメリーランド郡庁の復旧が完了し、リベリア政府に引き渡された。
陸路でのモンロビアまでの移動は、未舗装道路を15時間走行しなければならない。
海路での移動は、グリーンビルを経てモンロビアまでカヌーによる連絡があるが、風向きや天気によって3日から6日ほどかかる。また、国際連合リベリア・ミッションが運行する MV Catarina は、2週間に1回モンロビアとハーパーの間を結んでいる。隣国コートジボワールのタブーTabouからも連絡がある。

## 人物
- ウィリアム・タブマン (1895年 - 1971年): リベリア共和国大統領(1944年 - 1971年)